# Teodor Drapiewski

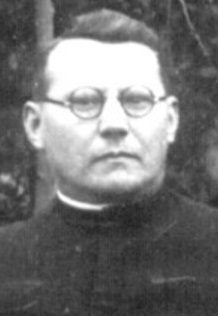
Teodor Drapiewski

Teodor Drapiewski (* 13. Januar 1880 in Gacki, Powiat Świecki; † 10. oder 31. August 1942 in der Tötungsanstalt Hartheim, Alkoven, Österreich) war ein polnischer Priester, der von den Nationalsozialisten ermordet wurde und als Märtyrer des Zweiten Weltkriegs verehrt wird. Sein Seligsprechungsprozess wurde 2003 eröffnet.

## Leben
Teodor Drapiewski wuchs als eines von zehn Kindern einer streng katholischen Bauernfamilie in Gacki, Powiat Świecki auf. 1889 verstarb sein Vater. 1897 zog er mit seiner Mutter nach Pelplin, wo er Privatunterricht erhielt. Er wollte Missionar werden und entschloss sich zu einem Priesterstudium bei den Steyler Missionaren in Neisse. Von dort wechselte er nach Mödling bei Wien. Am 1. November 1907 legte er sein ewiges Gelübde ab und wurde am 23. Februar des darauf folgenden Jahres zum Priester geweiht.
Anschließend studierte er kurz Geschichte und polnische Literatur in Krakau und im April 1909 ging nach Brasilien auf seine erste Missionsreise. Er verbrachte zwei Jahre in Curitiba und gab zusammen mit Stanisław Trzebiatowski die Zeitschrift Gazeta Polska w Brazylii heraus und bauten gemeinsam eine Kirche auf. Drapiewski gründete außerdem die Nationale Union der Polen in Brasilien.
1911 ging er nach Ponta Grossa. Ein halbes Jahr später wurde er nach Cruz Machado versetzt, wo er acht Jahre unter schwersten Bedingungen als Missionar tätig war. Danach folgte ein erneuter Aufenthalt in Curitiba. 1924 kehrte Drapiewski nach Polen zurück und gab mehrere Missionszeitschriften heraus. Von 1928 bis 1939 war er Rektor von Missionen in Bruczków und Rybnik.
Während der deutschen Besetzung Polens wurde ein Verbot, in polnischer Sprache zu predigen, verhängt. Drapiewski widersetzte sich wiederholt dieser Anordnung und wurde am 10. Mai 1940 verhaftet und sechs Tage später ins KZ Dachau überstellt. Von dort aus führte sein Leidensweg über das KZ Gusen nach Mauthausen. Dort wurde er zur Zwangsarbeit gezwungen und musste im Steinbruch sowie am Bau des Krematoriums mitwirken. Am 8. Dezember 1940 wurde er zurück ins KZ Dachau verbracht. Dort verschlechterte sich sein Gesundheitszustand. Er litt unter Phlegmonen an den Beinen. Eines Tages stürzte er beim Morgenappell und wurde daraufhin in die Tötungsanstalt Hartheim verbracht, wo er entweder am 10. oder 31. August 1942 im Zuge der Häftlingseuthanasie ermordet wurde.
Am 23. April 2008 wurde die Vorbereitung der Seligsprechung auf Diözesanebene abgeschlossen.